# 九月 (お笑い芸人)
九月（くがつ、1992年〈平成4年〉9月21日 - ）は、日本のお笑い芸人、随筆家。

## 略歴
1992年、青森県八戸市出身。幼少期から理系と公務員の多い親族に囲まれ、反動から人文系と芸術に関心を持って育った。青森県立八戸高等学校に進学する。
親に「東大か京大に行けたら何をやってもいい」と言われたことをきっかけに、自由な学風への憧れから京都大学を志望する。土地で学ぶことはその土地の養分を吸うことだと捉え、青森の養分を持つ自分に京都の養分を掛け合わせたいと考えていた。
高校卒業後、一年浪人した後に京都大学教育学部に進学。教育学部を選んだのは、小中高と自分が受けてきた学校教育に疑問を持っていたからだった。大学進学によって自由で奇天烈な人生がスタートすることを期待していたために、入学後、明確にエリートコースを歩もうとしている周囲とのギャップを感じ、「ここにいたら凄い人間になってしまう」と落胆し、大学に行かなくなる時期を経験している。
大学3年時に「勉強自体はしよう」と一念発起し、熱心に勉強を始める。大学を卒業後、研究職に就くことを念頭に京都大学大学院教育学研究科へ進学する。現象学、社会学に傾倒し、社会的現実の多元性について研究していた。また、在学中はオルタナティブ教育の事業に関わるなどした。
大学院修士課程在学中の2016年、お笑いコンビ「カフカ」を結成し、関西地方を中心にライブ活動をスタートする。活動のジャンルは音楽や演劇、映画、美術など何でも良かったが、たまたま最初にできたものがお笑いだった。大学院在学中に対人関係で悩むことが増え、現実逃避をするつもりで単独ライブ開催にのめり込んでいった。
大学院生と並行して活動していた時期は、夜8時から朝5時までショーパブに出演し、廃棄弁当に齧り付くような「今どき珍しいくらいの下積み」を経験した。大学院を修士課程の修了によって卒業したとき、「コントの制作と披露以外何もしていない人」になっており、「気が付いたらいつの間にか芸人らしきものに」という形で芸人となった。
2018年8月、同コンビを解散。
2019年4月、新たにお笑いコンビ「カフカと知恵の輪」を結成し、ライブ活動を行う。同年9月に同コンビを解散。
2019年9月、ピン芸人「九月」としての活動をスタートし、2020年春に活動拠点を東京に移す。
2021年7月、青森県八戸市への凱旋公演を開催した。
2023年8月、初めての著作であるエッセイ集『走る道化、浮かぶ日常』（祥伝社）を刊行した。

## 人物・エピソード
- 自身の性格については、「子どもの頃から好きなことを寝ないで何十時間も続けるタイプだった。計画を立てるより、パワーと根性、好奇心で動く方が好き」と述べている[7]。
- 太宰治、フランツ・カフカ、中原中也などを愛読しているほか、レディオヘッドやSyrup16gを愛聴している[1][10]。
- 学歴至上主義については批判的な態度を取っており、芸人活動の上では学歴を押し出していない[1][10]。
- 部屋の壁に、アイドルのポスターを貼る感覚で、漢字の「葱」と書いた紙を大量に貼っている[2]。「葱」のほか、「匁」「了」なども好きである[2]。文字全般が好きであるが、Twitterのダイレクトメッセージで胸元に「羅生門」と書かれた画像をもらったときには、「独自のセンス見せんな」と思った[2]。
- 性の目覚めは忍風戦隊ハリケンジャーの悪役、ウェンディーヌだった[2]。
- 実家における、20時にコーヒーを飲み、各々が好きなことに取り組む風習についてのツイートが話題となった。自由な教育環境について賞賛する反応が集まった一方で、「そんな時間にカフェインを飲むと眠れなくなるだろ」などというリプライを受け、言い負かされる形となった[11]。
- 日本唐揚協会のサイトにおける唐揚げの定義に関するツイートが話題となったことをきっかけに、日本唐揚協会の認定するカラアゲニストになった[12]。
- 将来的な目標については、「完全な妖怪になりたい」と述べている[4]。
- 2020年頃からSNS上でのアカウント「九月の『読む』ラジオ」において、文字媒体で質問に答える配信を行っている。丁寧な回答が評判を呼び、たびたび話題となっている[13]。

## 芸風
- 一人芝居風のコントからなる単独公演を中心に活動している[1]。ぼんやり日常を空想したような世界観が特徴である[14]。
- YouTubeチャンネルに毎日コント動画が投稿されており、持ちネタは「生徒指導の限界」「人殺しの中華丼」など千本以上に上る[15]。小道具や音響や照明や衣装などは極力使われず、大半のコントが身体一つで行われる[4]。
- コントは5〜10分ほどのものが多くを占める。それぞれ、気になる単語を道具に、自分の生活に密着した違和感、疑問、発見、出来事への感想などから組み立てられており、故郷である青森の空気感、学生時代を過ごした京都の空気感などが反映されている[1][9]。コントは生活が真空パックされたものであり、日記や手紙、エッセイに近いと述べている[16]。
- 共通語、東北弁、関西弁を話すことができ、コントの内容に応じてそれぞれ使い分けている[16]。
- コント制作については、「何か伝えたいメッセージがあるとか、自分の中から湧き上がるものがあるとか、そういうのは一切ない」「あたりまえの日常や常識が変容する瞬間が好きで、そんな瞬間をコントで切り取るようにしている」「日常とフィクションの境界を溶かすことがテーマの一つとしてある」「いま見えている現実とは違う在り方に期待する感覚は、作っているものすべての根底にあるかもしれません」などと述べている[1][17]。
- 2019年12月からは、48時間〜72時間ライブ会場に軟禁され、コントを披露し続ける形式の単独公演「軟禁ライブ」を行っている。差し入れされたもののみを飲食し、来客がある間は延々とコントを披露し続けるライブである。ライブ内では、お題を募集しての即興コントなども行われる[18]。「最も辛くなるのは30時間経過ぐらいであり、それを超えたあたりから全てが楽しくなる」と述べている[19]。
- 芸人としての自分の役割について、「初めてお笑いライブを見る人や、お笑いという文化に抵抗を持っていた人たちを劇場に連れて来ることかもしれない」と述べている[20]。

## 作品
- 走る道化、浮かぶ日常（2023年8月、祥伝社）

## 単独公演
| 名称                             | 日時            | 場所 | 会場                   |
| -------------------------------- | --------------- | ---- | ---------------------- |
| 新ネタ15本ライブ                 | 9月23日         | 京都 | 或いは、「」           |
| 新ネタ15本ライブ                 | 10月22日        | 京都 | 或いは、「」           |
| 東京15本ライブ                   | 11月３日        | 東京 | 渋谷松濤BASE           |
| 東京15本ライブ                   | 11月4日         | 東京 | 渋谷松濤BASE           |
| 既存のコントをアレンジするライブ | 11月10日        | 大阪 | ともだちの家           |
| 愛とリビドー                     | 11月15日        | 東京 | 恵比寿HA NA RE         |
| 新ネタ15本ライブ                 | 11月22日        | 京都 | 或いは、「」           |
| 箱の中のニムロッド               | 12月8日         | 京都 | フィガロ               |
| 結末を知らない人たち             | 12月14日        | 大阪 | ともだちの家           |
| 72時間軟禁ライブ                 | 12月16日 - 18日 | 京都 | alternative space yuge |
| 新ネタ15本ライブ                 | 12月23日        | 京都 | 或いは、「」           |

| 名称                             | 日時            | 場所 | 会場                     |
| -------------------------------- | --------------- | ---- | ------------------------ |
| 没ネタ蘇生ライブ                 | 1月11日         | 大阪 | ともだちの家             |
| 48時間軟禁ライブ「魚と椅子」     | 1月12日 - 13日  | 京都 | alternative space yuge   |
| 新ネタ15本ライブ                 | 1月24日         | 京都 | 或いは、「」             |
| 箱の中のニムロッド Re.           | 1月31日         | 東京 | 渋谷松濤BASE             |
| 愛なんか知ってる、頭では         | 2月1日          | 東京 | 渋谷松濤BASE             |
| 6時間ミニ軟禁ライブ              | 2月2日          | 東京 | 浅草 こんこん            |
| 48時間軟禁ライブ「椅子と水彩」   | 2月8日 - 9日    | 京都 | alternative space yuge   |
| 新ネタ15本ライブ                 | 2月11日         | 京都 | 或いは、「」             |
| 即興コントライブ「武器よさらば」 | 2月16日         | 大阪 | ライブシアターなんば白鯨 |
| 愛なんか知ってる、頭では         | 2月16日         | 大阪 | ライブシアターなんば紅鶴 |
| 疎寄席                           | 10月15日        | 京都 | alternative space yuge   |
| 48時間軟禁ライブ「疎」           | 10月17日 - 18日 | 京都 | alternative space yuge   |
| 九月星霜                         | 10月24日        | 東京 | 工房ムジカ               |
| Social                           | 11月8日         | 東京 | 渋谷松濤BASE             |
| Personal                         | 11月8日         | 東京 | 渋谷松濤BASE             |
| 疎通寄席                         | 11月12日        | 京都 | alternative space yuge   |
| 48時間軟禁ライブ「疎通」         | 11月14日 - 15日 | 京都 | alternative space yuge   |
| 九月都市                         | 12月6日         | 東京 | 工房ムジカ               |
| Social                           | 12月13日        | 東京 | 渋谷松濤BASE             |
| Personal                         | 12月13日        | 東京 | 渋谷松濤BASE             |

| 名称                             | 日時              | 場所   | 会場                   |
| -------------------------------- | ----------------- | ------ | ---------------------- |
| Social                           | 1月10日           | 東京   | 渋谷松濤BASE           |
| Personal                         | 1月24日           | 東京   | 渋谷松濤BASE           |
| Social                           | 2月11日           | 東京   | 渋谷松濤BASE           |
| 突発                             | 2月23日           | 名古屋 | イールーム             |
| Personal                         | 2月28日           | 東京   | 渋谷松濤BASE           |
| Social                           | 3月12日           | 東京   | 渋谷松濤BASE           |
| Personal                         | 3月14日           | 東京   | 渋谷松濤BASE           |
| エレファントフォー               | 3月21日           | 東京   | 工房ムジカ             |
| 48時間軟禁ライブ「そのそのさん」 | 3月27日 - 28日    | 京都   | alternative space yuge |
| Social                           | 4月11日           | 東京   | 渋谷松濤BASE           |
| 和田と杉内                       | 4月17日           | 福岡   | Roots                  |
| 芝上の空論                       | 5月16日           | 東京   | 新宿御苑CHARADE        |
| おやさいの日                     | 5月23日           | 東京   | 新宿御苑CHARADE        |
| ねこが苦手                       | 6月6日            | 東京   | 新宿御苑CHARADE        |
| ねこが苦手2                      | 6月19日           | 東京   | 新宿御苑CHARADE        |
| ねこが苦手10                     | 6月27日           | 東京   | 新宿御苑CHARADE        |
| 二兎                             | 7月4日            | 東京   | 新宿御苑CHARADE        |
| ハヤブサ’92                      | 7月10日           | 青森   | はっち シアター２      |
| 48時間軟禁ライブ                 | 7月17日 - 18日    | 京都   | alternative space yuge |
| 遠雷                             | 7月25日           | 東京   | 新宿御苑CHARADE        |
| 或る無い街                       | 9月4日 - 7日      | 東京   | alternative space yuge |
| 28                               | 9月12日           | 東京   | 新宿御苑CHARADE        |
| 29                               | 9月23日           | 東京   | 新宿御苑CHARADE        |
| 店長と討論                       | 10月2日           | 東京   | 面影橋SHCスタジオ      |
| てんびんにパンチ                 | 10月9日           | 東京   | 面影橋SHCスタジオ      |
| さそりvsさそり軍団               | 10月24日          | 東京   | 面影橋SHCスタジオ      |
| フィロソフィー                   | 10月30日          | 愛知   | ピンクタイガー         |
| 線                               | 11月7日           | 東京   | 面影橋SHCスタジオ      |
| 九月説話集                       | 11月14日          | 東京   | 面影橋SHCスタジオ      |
| 龍の生活                         | 11月21日          | 東京   | 面影橋SHCスタジオ      |
| おでんだと思った                 | 11月27日          | 東京   | 面影橋SHCスタジオ      |
| ケンタウロスの言い分             | 12月5日           | 東京   | 面影橋SHCスタジオ      |
| 徒歩圏百景                       | 12月12日          | 東京   | 面影橋SHCスタジオ      |
| ヨは予感のヨ                     | 12月19日          | 東京   | 面影橋SHCスタジオ      |
| 千                               | 12月26日 - 1月1日 | 東京   | rusu                   |

| 名称                                       | 日時           | 場所 | 会場                             |
| ------------------------------------------ | -------------- | ---- | -------------------------------- |
| 72時間軟禁ライブ「まっさらな家」           | 1月8日 - 10日  | 兵庫 | まだ誰も住んでいないシェアハウス |
| 高円寺19時間寄席                           | 1月15日 - 16日 | 東京 | 高円寺BLUE MOON                  |
| やわらかいパンとかたいパン                 | 3月12日        | 東京 | 面影橋SHCスタジオ                |
| 72時間軟禁ライブ「続・まっさらな家」       | 3月19日 - 21日 | 兵庫 | まだ誰も住んでいないシェアハウス |
| 裏拍でけんけんぱ                           | 4月3日         | 愛知 | ピンクタイガー                   |
| 48時間軟禁ライブ「高円寺九月展・春」       | 4月9日 - 10日  | 東京 | 高円寺BLUE MOON                  |
| Automatic SENBEI                           | 4月24日        | 京都 | サムライ剣舞シアター             |
| 謎の大陸の見慣れた虫                       | 4月30日        | 東京 | 面影橋SHCスタジオ                |
| 渋谷学校百景                               | 5月4日         | 東京 | 渋谷松濤BASE                     |
| 渋谷食品百景                               | 5月5日         | 東京 | 渋谷松濤BASE                     |
| なぎさ                                     | 5月14日        | 福岡 | Roots                            |
| YOSHIYA the world end                      | 5月29日        | 神戸 | 酒処よしや                       |
| ひびき                                     | 6月11日        | 東京 | 渋谷松濤BASE                     |
| 高円寺60分寄席＃1                          | 6月14日        | 東京 | 高円寺BLUE MOON                  |
| 53時間軟禁ライブ「まっさらだった家」       | 6月17日-19日   | 兵庫 | 兵庫県尼崎市のシェアハウス       |
| らせん                                     | 6月26日        | 東京 | 渋谷松濤BASE                     |
| 高円寺60分寄席＃2                          | 6月29日        | 東京 | 高円寺BLUE MOON                  |
| つむじ                                     | 7月13日        | 東京 | 渋谷松濤BASE                     |
| 高円寺60分寄席＃3                          | 7月20日        | 東京 | 高円寺BLUE MOON                  |
| 48時間軟禁ライブ                           | 8月13日-14日   | 京都 | 本日九月劇場                     |
| 日が沈むまで廃墟でコントをやり続けるライブ | 8月20日        | 秋田 | 廃墟                             |
| 48時間軟禁ライブ 高円寺九月展・夏          | 8月27日        | 東京 | 高円寺BLUE MOON                  |
| 八戸凱旋突発的九時間軟禁                   | 10月10日       | 青森 | スペースベン                     |
| 48時間軟禁ライブ 高円寺九月展・秋          | 10月22日-23日  | 東京 | 高円寺BLUE MOON                  |
| 48時間軟禁ライブ 真・まっさらな家          | 11月5日-6日    | 兵庫 | 兵庫県尼崎市のシェアハウス       |
| 新ネタ20本ライブ                           | 11月12日       | 東京 | BAR三代目                        |
| 十二月の海                                 | 12月3日        | 東京 | 西早稲田トータルスタジオ         |
| 土曜日の怪獣                               | 12月17日       | 東京 | 渋谷松濤BASE                     |
| 日曜日の断捨離                             | 12月18日       | 東京 | 渋谷松濤BASE                     |
| 48時間軟禁ライブ アンチ・希望              | 12月24日-25日  | 京都 | 本日九月劇場                     |
| 九月の年越し軟禁ライブ                     | 12月31日       | 東京 | ARP STUDIO                       |

| 名称                                                 | 日時          | 場所 | 会場                             |
| ---------------------------------------------------- | ------------- | ---- | -------------------------------- |
| 九月の年越し軟禁ライブ                               | 1月1日        | 東京 | ARP STUDIO                       |
| 時間調整                                             | 1月8日        | 東京 | 西早稲田トータルスタジオ         |
| 48時間軟禁ライブ                                     | 1月21日-22日  | 京都 | 本日九月劇場                     |
| ヘルシー                                             | 1月28日       | 東京 | 渋谷松濤BASE                     |
| 俺が老若男女だ                                       | 2月26日       | 東京 | 渋谷松濤BASE                     |
| 53時間軟禁ライブ 何がまっさらな家だ                  | 3月3日-5日    | 兵庫 | 兵庫県尼崎市のシェアハウス       |
| 商業無常                                             | 3月18日       | 東京 | 西早稲田トータルスタジオ         |
| 人のトイレを覗くな                                   | 3月25日       | 東京 | 渋谷松濤BASE                     |
| 新年度だからって                                     | 4月8日        | 東京 | 渋谷松濤BASE                     |
| これにデザートがあればなぁ                           | 4月15日       | 東京 | 西早稲田トータルスタジオ         |
| 48時間軟禁ライブ                                     | 4月22日-23日  | 京都 | 本日九月劇場                     |
| 24時間軟禁ライブ                                     | 5月3日-４日   | 東京 | スタジオマタツ                   |
| 7時間軟禁ライブ                                      | 5月20日       | 東京 | 高円寺BLUE MOON                  |
| 初夏奇譚                                             | 5月28日       | 東京 | 渋谷松濤BASE                     |
| 52時間軟禁ライブ                                     | 6月9日-11日   | 兵庫 | 兵庫県尼崎市のシェアハウス       |
| もちろん全て知っている                               | 6月17日       | 東京 | 渋谷松濤BASE                     |
| 解釈の一日                                           | 7月8日        | 東京 | 渋谷松濤BASE                     |
| 陽炎、空蝉、チャーハン                               | 7月23日       | 東京 | 渋谷松濤BASE                     |
| お寺コント参り                                       | 7月29日       | 大阪 | 稱念寺                           |
| ODANGO IN YOUR AREA                                  | 7月30日       | 兵庫 | Child-Child                      |
| カウントダウン                                       | 8月5日        | 東京 | 渋谷松濤BASE                     |
| 昼の本屋さん／夜の本屋さん                           | 8月19日       | 東京 | ひらくスペース                   |
| アイデンティティ                                     | 8月26日       | 東京 | 渋谷松濤BASE                     |
| 48時間軟禁ライブ まっさらな家５                      | 9月2日‐3日    | 兵庫 | 兵庫県尼崎市のシェアハウス       |
| やや不思議                                           | 9月9日        | 東京 | 渋谷松濤BASE                     |
| 説明の作法                                           | 9月23日       | 東京 | 渋谷松濤BASE                     |
| この辺りに住む人たち                                 | 10月7日       | 東京 | 渋谷松濤BASE                     |
| 平日・国立の本屋さんでコント40本ライブ               | 10月11日      | 東京 | ひらくスペース                   |
| ショはショートショートのショ                         | 10月14日      | 東京 | 渋谷松濤BASE                     |
| Sushi or Meshi                                       | 10月21日‐22日 | 兵庫 | Child-Child                      |
| 昼の本屋さん／夜の本屋さん２                         | 10月27日‐28日 | 東京 | ひらくスペース                   |
| のれんにチキン腕押し南蛮                             | 11月４日      | 東京 | 渋谷松濤BASE                     |
| 平日・国立の本屋さんでコント40本ライブ               | 11月15日      | 東京 | ひらくスペース                   |
| Fukuoka Sets Up Me!!!                                | 11月19日      | 福岡 | ラビートスタジオ                 |
| 冬が秋はじまるよコーデ                               | 11月25日      | 東京 | 渋谷松濤BASE                     |
| お寺コント参り２                                     | 12月2日       | 大阪 | 稱念寺                           |
| Tenpura Girl Is Not Here                             | 12月3日       | 兵庫 | Child-Child                      |
| 藍は鮭の藍よりムニエル出でてバター藍より醤油青し風味 | 12月9日       | 東京 | 渋谷松濤BASE                     |
| 平日・国立の本屋さんでコント40本ライブ３             | 12月14日      | 東京 | ひらくスペース                   |
| ５時間コントライブ サイダーと書斎                    | 12月16日      | 静岡 | 駄菓子カフェせせらぎ             |
| 九月の話芸 自由形#1                                  | 12月20日      | 東京 | unbuilt                          |
| できごとの因数分解                                   | 12月23日      | 東京 | 渋谷松濤BASE                     |
| さよならまっさらな家                                 | 12月28日‐29日 | 兵庫 | まだ誰も住んでいないシェアハウス |
| 2023九月の年越しライブ                               | 12月31日      | 東京 | ひらくスペース                   |

| 名称                                                       | 日時         | 場所   | 会場                   |
| ---------------------------------------------------------- | ------------ | ------ | ---------------------- |
| For KUGATSU Beginners                                      | 1月7日       | 東京   | 高田馬場SHC STUDIO     |
| カリスマ馬のファッション耳にデザイナー念仏                 | 1月13日      | 東京   | 渋谷松濤BASE           |
| 平日・国立の本屋さんでコント40本ライブ４                   | 1月18日      | 東京   | ひらくスペース         |
| 九月の話芸 自由形#2                                        | 1月21日      | 東京   | unbuilt                |
| 高円寺4時間半寄席                                          | 1月21日      | 東京   | unbuilt                |
| 赤パジャマ青パジャマ黃パジャマ                             | 1月27日      | 東京   | 渋谷松濤BASE           |
| 日曜おひるのさわやかライブ                                 | 2月4日       | 東京   | 高田馬場SHC STUDIO     |
| 45時間軟禁ライブ まっさらな塾                              | 2月10日‐12日 | 兵庫   | 学習教室こかげ         |
| 国立の本屋さんで華金4時間寄席                              | 2月16日      | 東京   | ひらくスペース         |
| 円周率のはなし                                             | 2月17日      | 東京   | 渋谷松濤BASE           |
| マジで怖いコントをやり続ける日                             | 2月24日      | 東京   | 渋谷松濤BASE           |
| 九月の話芸 自由形#3                                        | 2月27日      | 東京   | unbuilt                |
| 京都 Omochi Rock                                           | 3月2日       | 京都   | スペースたて680        |
| 三田 Daifuku GATE                                          | 3月3日       | 兵庫   | Child-Child            |
| 森は滝の1000倍                                             | 3月16日      | 愛知   | 森の会議室             |
| 国立の本屋さんで祝日にコント60本やるライブ                 | 3月20日      | 東京   | ひらくスペース         |
| 地方縛り                                                   | 3月23日      | 東京   | 渋谷松濤BASE           |
| 九月の話芸 自由形#4                                        | 3月26日      | 東京   | unbuilt                |
| 稀人（まれびと）図鑑                                       | 3月30日      | 東京   | 渋谷松濤BASE           |
| 34時間軟禁ライブ まっさらな塾２                            | 4月6日−7日   | 兵庫   | 学習教室こかげ         |
| 桃えび晴れのぼっけぇ国めし太郎                             | 4月13日      | 岡山   | 天神山文化プラザ       |
| 九月の話芸 自由形#5                                        | 4月17日      | 東京   | unbuilt                |
| やさしい人になりたい                                       | 4月20日      | 東京   | 渋谷松濤BASE           |
| 土曜日 国立の本屋でコント60本ライブ                        | 4月27日      | 東京   | ひらくスペース         |
| 九月の『読む』ラジオ公開執筆ライブ                         | 4月28日      | 東京   | unbuilt                |
| 京都の8時間                                                | 5月4日       | 京都   | スペースたて680        |
| 三田の16時間                                               | 5月5日‐6日   | 兵庫   | Child-Child            |
| コンビニがつぶれた                                         | 5月11日      | 東京   | 渋谷松濤BASE           |
| 九月の話芸 自由形#6                                        | 5月16日      | 東京   | unbuilt                |
| 国立の本屋さんで平日にコント60本やるライブ                 | 5月17日      | 東京   | ひらくスペース         |
| さよなら国立の本屋さんライブ                               | 5月18日      | 東京   | ひらくスペース         |
| 九月の『読む』ラジオ公開執筆ライブ                         | 5月25日      | 東京   | unbuilt                |
| 浮世の門                                                   | 6月1日       | 東京   | 渋谷松濤BASE           |
| 森は滝の1000倍#2                                           | 6月7日       | 愛知   | 森の会議室             |
| 門戸公演 vol.1                                             | 6月8日       | 兵庫   | 門戸寄席               |
| 九月の『飲む』ラジオ WEST                                  | 6月8日       | 兵庫   | Child-Child            |
| 三田の15時間                                               | 6月9日       | 兵庫   | Child-Child            |
| 九月の話芸 自由形#7                                        | 6月13日      | 東京   | unbuilt                |
| 静岡県東部界隈                                             | 6月15日      | 静岡   | 駄菓子カフェせせらぎ   |
| 東京スケープゴートクラブ                                   | 6月22日      | 東京   | 渋谷松濤BASE           |
| 九月の生活ライブ                                           | 6月28日      | 東京   | unbuilt                |
| 高円寺九月展・初夏                                         | 6月29日‐30日 | 東京   | 高円寺BULE MOON        |
| 九月の怪談 自由形                                          | 6月29日      | 東京   | unbuilt                |
| 待望の札幌                                                 | 7月7日       | 北海道 | 札幌市中央区民センター |
| 九月の話芸 自由形#8                                        | 7月11日      | 東京   | unbuilt                |
| 生きている感                                               | 7月14日      | 東京   | シアターウィング       |
| 良い夢と悪い夢                                             | 7月27日      | 東京   | 渋谷松濤BASE           |
| 九月の話芸 自由形#9                                        | 8月1日       | 東京   | unbuilt                |
| 九月の話芸 自由形#10                                       | 8月8日       | 東京   | unbuilt                |
| 高円寺九月展・夏                                           | 8月11日‐12日 | 東京   | 高円寺BLUE MOON        |
| 九月の話芸 自由形#11                                       | 8月15日      | 東京   | unbuilt                |
| 20時間軟禁ライブ まっさらな塾３                            | 8月17日‐18日 | 兵庫   | 学習教室こかげ         |
| 九月の話芸 自由形#12                                       | 8月22日      | 東京   | unbuilt                |
| 第一回コントキャラコロシアム                               | 8月24日      | 東京   | 渋谷松濤BASE           |
| 九月の話芸 自由形#13                                       | 8月29日      | 東京   | unbuilt                |
| 九月の話芸 自由形#14                                       | 9月5日       | 東京   | unbuilt                |
| 森は滝の1000倍 #3                                          | 9月7日       | 愛知   | 森の会議室             |
| 門戸公演 vol.2                                             | 9月8日       | 兵庫   | 門戸寄席               |
| 九月の飲むラジオ                                           | 9月8日       | 兵庫   | Child-Child            |
| 木曜日の怪物                                               | 9月12日      | 東京   | シアターウィング       |
| 九月の話芸 自由形#15                                       | 9月17日      | 東京   | unbuilt                |
| 高円寺九月展・秋                                           | 9月22日‐23日 | 東京   | 高円寺BLUE MOON        |
| イカｖｓ九月                                               | 9月28日      | 青森   | スペースベン           |
| 九月を囲む会                                               | 10月4日      | 東京   | 高円寺BLUE MOON        |
| 九月の話芸 自由形#16                                       | 10月10日     | 東京   | unbuilt                |
| 堀川通りを2015年に自転車で走った                           | 10月12日     | 京都   | スペースたて680        |
| パワー根性ライブ                                           | 10月13日     | 兵庫   | Child-Child            |
| 因縁の横浜                                                 | 10月20日     | 神奈川 | 横浜とべ音楽館         |
| 九月の話芸 自由形#17                                       | 10月24日     | 東京   | unbuilt                |
| 文字と文学                                                 | 10月27日     | 東京   | 渋谷松濤BASE           |
| ミュおージッ笑クい・ステーション                           | 10月28日     | 東京   | SPACE AVAILABLE浅草橋  |
| 九月の生活ライブ２                                         | 11月1日      | 東京   | unbuilt                |
| 福岡の華金〜周東〜                                         | 11月8日      | 福岡   | ビッグアップルスタジオ |
| 福岡の夜〜近藤〜                                           | 11月9日      | 福岡   | ラビートスタジオ       |
| 福岡の昼〜健介〜                                           | 11月10日     | 福岡   | ラビートスタジオ       |
| 九月の話芸 自由形#18                                       | 11月14日     | 東京   | unbuilt                |
| 学校貸切                                                   | 11月16日     | 東京   | Loohcs高等学院         |
| 九月を囲む会２                                             | 11月22日     | 東京   | 高円寺BLUE MOON        |
| 静岡県東部界隈                                             | 11月23‐24日  | 静岡   | 駄菓子カフェせせらぎ   |
| さとる人たち・さとらない人たち                             | 11月30日     | 東京   | 渋谷松濤BASE           |
| こてさし                                                   | 12月8日      | 埼玉   | 南口パーラー           |
| 門戸公演 Vol.3                                             | 12月14日     | 兵庫   | 門戸寄席               |
| 森は滝の1000倍 #4                                          | 12月15日     | 愛知   | 森の会議室             |
| 九月の話芸 自由形#19                                       | 12月19日     | 東京   | unbuilt                |
| 因縁の横浜２                                               | 12月22日     | 神奈川 | 横浜とべ音楽館         |
| 九月を囲む会３                                             | 12月27日     | 東京   | unbuilt                |
| ２０２４年に作ったコント・ベスト１２本＆ワースト３本ライブ | 12月28日     | 東京   | 渋谷松濤BASE           |
| 年越し公演 行く都市くる都市                                | 12月31日     | 東京   | 高円寺BLUE MOON        |

| 名前                                                           | 日時     | 場所 | 会場                         |
| -------------------------------------------------------------- | -------- | ---- | ---------------------------- |
| 新年公演 行く都市 来る都市                                     | 1月1日   | 東京 | 高円寺BLUE MOON              |
| 新年７時間公演 ほんまにどこやここ                              | 1月4‐5日 | 尼崎 | 地元ベンチャー企業事務所     |
| 九月の話芸 自由形#20                                           | 1月9日   | 東京 | unbuilt                      |
| 24時間軟禁ライブ                                               | 1月12日  | 東京 | unbuilt                      |
| 世界一役に立たない授業                                         | 1月18日  | 東京 | Loohcs高等学院               |
| 福井県池田町 成果発表公演                                      | 2月1‐2日 | 福井 | 福井県池田町                 |
| 九月の話芸 自由形#21                                           | 2月6日   | 東京 | unbuilt                      |
| 山ごもり新ネタ列伝〜恐竜、カツ丼、おろしそば〜                 | 2月8日   | 東京 | 渋谷松濤BASE                 |
| 90分囁き公演 コントをささやけ                                  | 2月13日  | 東京 | unbuilt                      |
| SANDA IS NOT DEAD                                              | 2月14日  | 兵庫 | Child-Child                  |
| 京町家激情派                                                   | 2月15日  | 京都 | 恬淡寮                       |
| 優しいおばさん、最悪のおじさん、優しいおじさん、最悪のおばさん | 2月22日  | 東京 | 渋谷松濤BASE                 |
| 九月の話芸 自由形#22                                           | 2月25日  | 東京 | unbuilt                      |
| 半田ってどこ？                                                 | 2月28日  | 愛知 | 瀧上工業雁宿ホール           |
| あの速いエスカレーターに乗って                                 | 3月8日   | 茨城 | ツクバコミュニティースタジオ |
| 10時間全嘘ライブ                                               | 3月9日   | 東京 | unbuilt                      |
| 九月の話芸 自由形#23                                           | 3月13日  | 東京 | unbuilt                      |
| 門戸公演 Vol.4                                                 | 3月16日  | 兵庫 | 門戸寄席                     |
| 九月の飲むラジオ 最終回                                        | 3月16日  | 兵庫 | Child-Child                  |
| さよなら三田 ロング・グッドバイ                                | 3月20日  | 兵庫 | Child-Child                  |
| はり坂本ひろめ鰹じゃんまや龍馬の市場たたきめん橋               | 3月22日  | 高知 | ミニシアター蛸蔵             |
| ゲリラ岡山                                                     | 3月23日  | 岡山 | レンタルスペース桜桃         |
| 九月の話芸 自由形#24                                           | 3月26日  | 東京 | unbuilt                      |
| このストレスは年度をまたぐほどではない                         | 3月29日  | 東京 | 渋谷松濤BASE                 |
| 九月の話芸 自由形#25                                           | 4月10日  | 東京 | unbuilt                      |
| 静岡県東部界隈                                                 | 4月12日  | 静岡 | 駄菓子カフェせせらぎ         |
| 隣のクラスの人たち                                             | 4月19日  | 東京 | 渋谷松濤BASE                 |
| 森は滝の1000倍 #5                                              | 4月26日  | 愛知 | 森の会議室                   |
| この世のひみつ大全                                             | 5月3日   | 東京 | 渋谷松濤BASE                 |
| 8時間公演 ほんまにどこやここ 土曜編                            | 5月11日  | 兵庫 | 地元ベンチャー企業事務所     |
| 8時間公演 ほんまにどこやここ 日曜編                            | 5月12日  | 兵庫 | 地元ベンチャー企業事務所     |
| 日曜お昼に見るべきコント15本                                   | 5月18日  | 東京 | 中野シアターかざあな         |
| おいしそうなごはん短編集                                       | 5月24日  | 東京 | 渋谷松濤BASE                 |
| 萩の九月                                                       | 5月25日  | 宮城 | チキポト                     |
| 西宮公演 Vol.1                                                 | 6月14日  | 兵庫 | えびす亭                     |

## 出演
- スピードワゴンの月曜The NIGHT (AbemaTV)
- 指原莉乃&ブラマヨの恋するサイテー男総選挙 (AbemaTV)
- カチコチTV（FANZA TV）